# Sourcieux-les-Mines
Sourcieux-les-Mines est une commune française, située dans le département du Rhône en région Auvergne-Rhône-Alpes. Les habitants sont les sourcieurois(es)

## Géographie

### Localisation

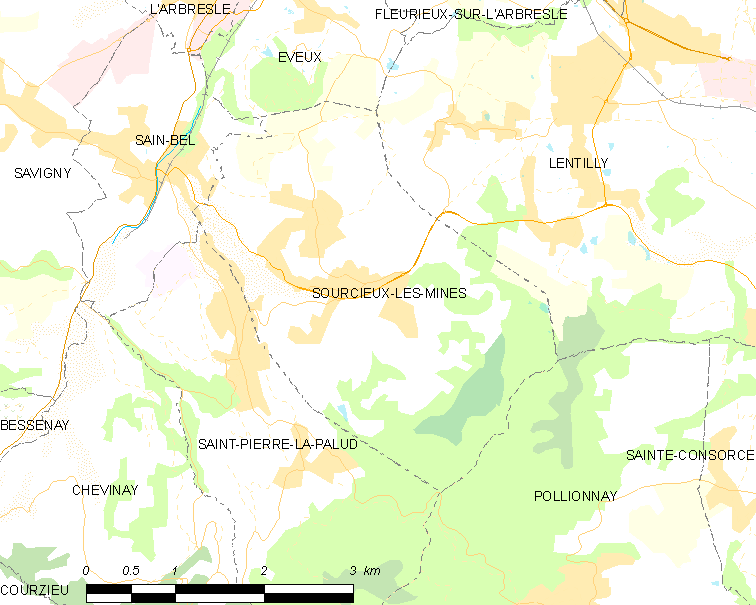
Situation géographique de Sourcieux-les-Mines.

La commune de Sourcieux-les-Mines est située à 15 kilomètres à l'ouest de Lyon au cœur des monts du Lyonnais.
| Sain-Bel              | Éveux                 | Lentilly   |
| Sain-Bel              | Sourcieux-les-Mines   | Lentilly   |
| Saint-Pierre-la-Palud | Saint-Pierre-la-Palud | Pollionnay |

### Climat
Pour des articles plus généraux, voir Climat d'Auvergne-Rhône-Alpes et Climat du Rhône.
En 2010, le climat de la commune est de type climat océanique dégradé des plaines du Centre et du Nord, selon une étude du Centre national de la recherche scientifique s'appuyant sur une série de données couvrant la période 1971-2000. En 2020, Météo-France publie une typologie des climats de la France métropolitaine dans laquelle la commune est exposée à un climat de montagne ou de marges de montagne et est dans la région climatique  Nord-est du Massif Central, caractérisée par une pluviométrie annuelle de 800 à 1 200 mm, bien répartie dans l’année. 
Pour la période 1971-2000, la température annuelle moyenne est de 11,1 °C, avec une amplitude thermique annuelle de 16,7 °C. Le cumul annuel moyen de précipitations est de 790 mm, avec 9,3 jours de précipitations en janvier et 6,7 jours en juillet. Pour la période 1991-2020, la température moyenne annuelle observée sur la station météorologique de Météo-France la plus proche, « Le Breuil », sur la commune du Breuil à 10 km à vol d'oiseau, est de 11,6 °C et le cumul annuel moyen de précipitations est de 749,8 mm,. Pour l'avenir, les paramètres climatiques de la commune estimés pour 2050 selon différents scénarios d'émission de gaz à effet de serre sont consultables sur un site dédié publié par Météo-France en novembre 2022.

## Urbanisme

### Typologie
Au 1er janvier 2024, Sourcieux-les-Mines est catégorisée ceinture urbaine, selon la nouvelle grille communale de densité à sept niveaux définie par l'Insee en 2022.
Elle appartient à l'unité urbaine de L'Arbresle, une agglomération intra-départementale regroupant huit  communes, dont elle est une commune de la banlieue,,. Par ailleurs la commune fait partie de l'aire d'attraction de Lyon, dont elle est une commune de la couronne,. Cette aire, qui regroupe 397 communes, est catégorisée dans les aires de 700 000 habitants ou plus (hors Paris),.

### Occupation des sols
L'occupation des sols de la commune, telle qu'elle ressort de la base de données européenne d’occupation biophysique des sols Corine Land Cover (CLC), est marquée par l'importance des territoires agricoles (59,6 % en 2018), en diminution par rapport à 1990 (61 %). La répartition détaillée en 2018 est la suivante : 
prairies (39,2 %), forêts (27,6 %), zones urbanisées (12,8 %), zones agricoles hétérogènes (12,8 %), terres arables (7,6 %). L'évolution de l’occupation des sols de la commune et de ses infrastructures peut être observée sur les différentes représentations cartographiques du territoire : la carte de Cassini (XVIIIe siècle), la carte d'état-major (1820-1866) et les cartes ou photos aériennes de l'IGN pour la période actuelle (1950 à aujourd'hui).

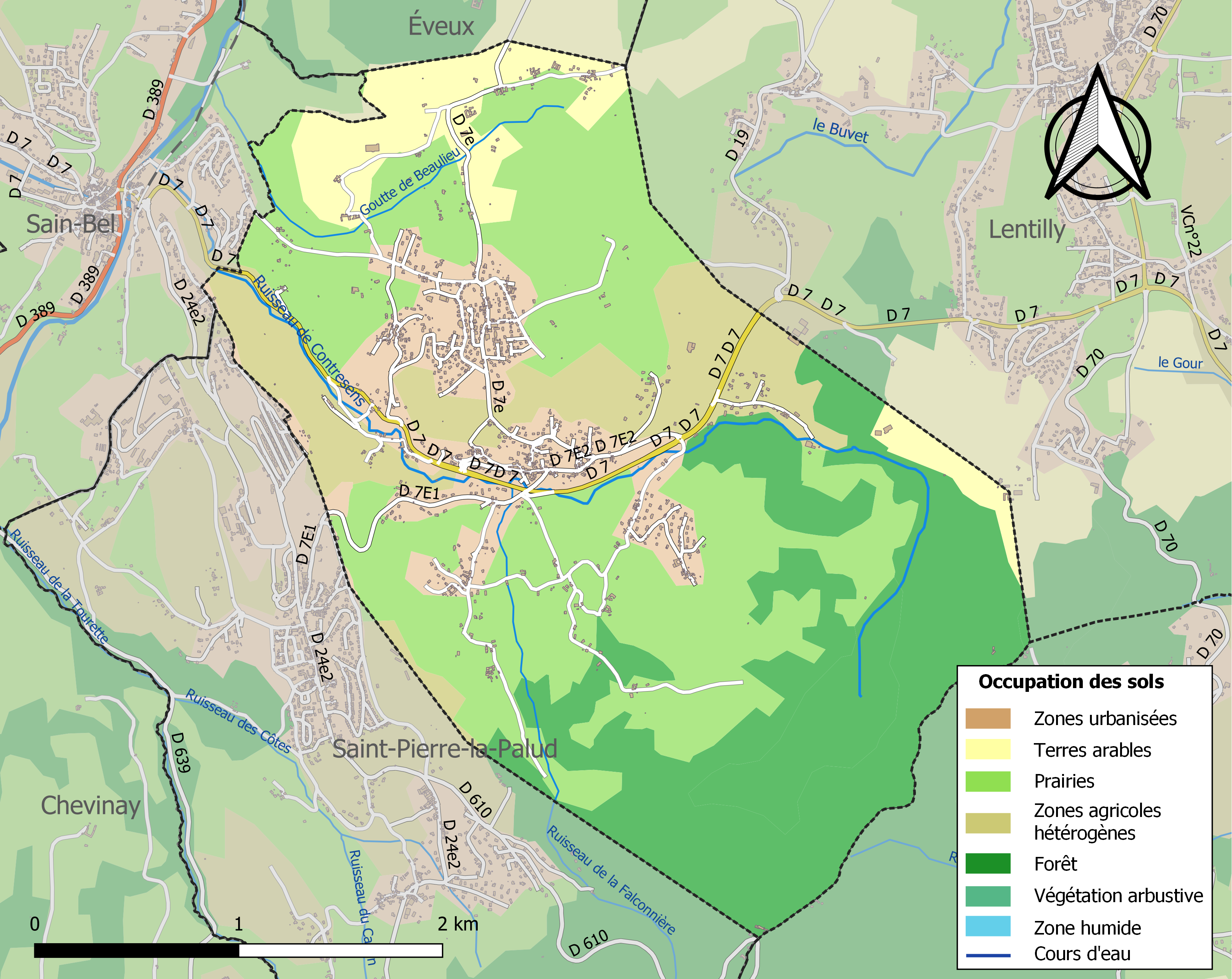
Carte des infrastructures et de l'occupation des sols de la commune en 2018 (CLC).

### Voies de communication et transports
La ligne 142 des cars du Rhône dessert la commune :
- direction : Lyon Gorge de Loup par Lentilly, le Poirier, Marcy-l'Étoile, École vétérinaire et Gare SNCF de Charbonnières-les-Bains ;
- direction : Sainte-Foy-l'Argentière, Aveize Centre médical par Sain-Bel, la RD 389 et Saint-Laurent-de-Chamousset.

## Politique et administration

### Liste des maires
| Période                                  | Période                       | Identité         | Étiquette  | Qualité                                                                                   |
| ---------------------------------------- | ----------------------------- | ---------------- | ---------- | ----------------------------------------------------------------------------------------- |
| Les données manquantes sont à compléter. |                               |                  |            |                                                                                           |
| 1947                                     | 1975                          | Lucien Vachez    |            |                                                                                           |
| Les données manquantes sont à compléter. |                               |                  |            |                                                                                           |
| 1977                                     | 1995                          | Jacky Chollet    | Socialiste |                                                                                           |
| 1995                                     | 2001                          | Gérard Cascino   | SE         |                                                                                           |
| 2001                                     | 2008                          | Thierry Béraud   | SE         |                                                                                           |
| 2008                                     | 2020                          | Robert Allognet  | PS         | Salarié du secteur médical 3e vice-président de la CC du Pays de L'Arbresle Réélu en 2014 |
| 2020                                     | En cours (au 19 janvier 2021) | Guillaume Arnold | SE         | Chef de projet, ancien premier adjoint                                                    |

## Démographie
L'évolution du nombre d'habitants est connue à travers les recensements de la population effectués dans la commune depuis 1793. Pour les communes de moins de 10 000 habitants, une enquête de recensement portant sur toute la population est réalisée tous les cinq ans, les populations de référence des années intermédiaires étant quant à elles estimées par interpolation ou extrapolation. Pour la commune, le premier recensement exhaustif entrant dans le cadre du nouveau dispositif a été réalisé en 2008.

En 2022, la commune comptait 2 098 habitants, en évolution de +4,22 % par rapport à 2016 (Rhône : +3,93 %, France hors Mayotte : +2,11 %).
| 1793 | 1800 | 1806 | 1821 | 1831 | 1836 | 1841 | 1846 | 1851 |
| ---- | ---- | ---- | ---- | ---- | ---- | ---- | ---- | ---- |
| 708  | 574  | 674  | 680  | 735  | 762  | 785  | 740  | 742  |

| 1856 | 1861 | 1866  | 1872  | 1876  | 1881 | 1886 | 1891 | 1896  |
| ---- | ---- | ----- | ----- | ----- | ---- | ---- | ---- | ----- |
| 792  | 948  | 1 136 | 1 122 | 1 132 | 931  | 974  | 961  | 1 008 |

| 1901  | 1906  | 1911  | 1921 | 1926 | 1931 | 1936 | 1946 | 1954 |
| ----- | ----- | ----- | ---- | ---- | ---- | ---- | ---- | ---- |
| 1 034 | 1 060 | 1 009 | 800  | 844  | 789  | 720  | 747  | 831  |

| 1962 | 1968 | 1975 | 1982  | 1990  | 1999  | 2006  | 2008  | 2013  |
| ---- | ---- | ---- | ----- | ----- | ----- | ----- | ----- | ----- |
| 750  | 794  | 834  | 1 156 | 1 349 | 1 762 | 1 872 | 1 903 | 1 990 |

| 2018  | 2022  | - | - | - | - | - | - | - |
| ----- | ----- | - | - | - | - | - | - | - |
| 2 045 | 2 098 | - | - | - | - | - | - | - |

## Culture locale et patrimoine

### Lieux et monuments
- Chapelle de Fouillet : Au XIXe siècle, les habitants de Sourcieux-les-Mines firent le vœu d'élever une chapelle à la suite d'un ouragan qui dévasta la région en épargnant une statuette de la Vierge qui se trouvait en ces lieux posée sur une pierre. Du site, on embrasse un vaste panorama sur Lyon, les monts du Lyonnais et du Beaujolais, les Alpes. Sur le terrain attenant, le public trouvera des tables et bancs de pique-nique. Pour la fête de la Nativité, une messe a lieu le dimanche le plus proche du 8 septembre, suivie d'un verre de l'amitié. La chapelle a été récemment restaurée[Quand ?].
- Croix classée du bourg

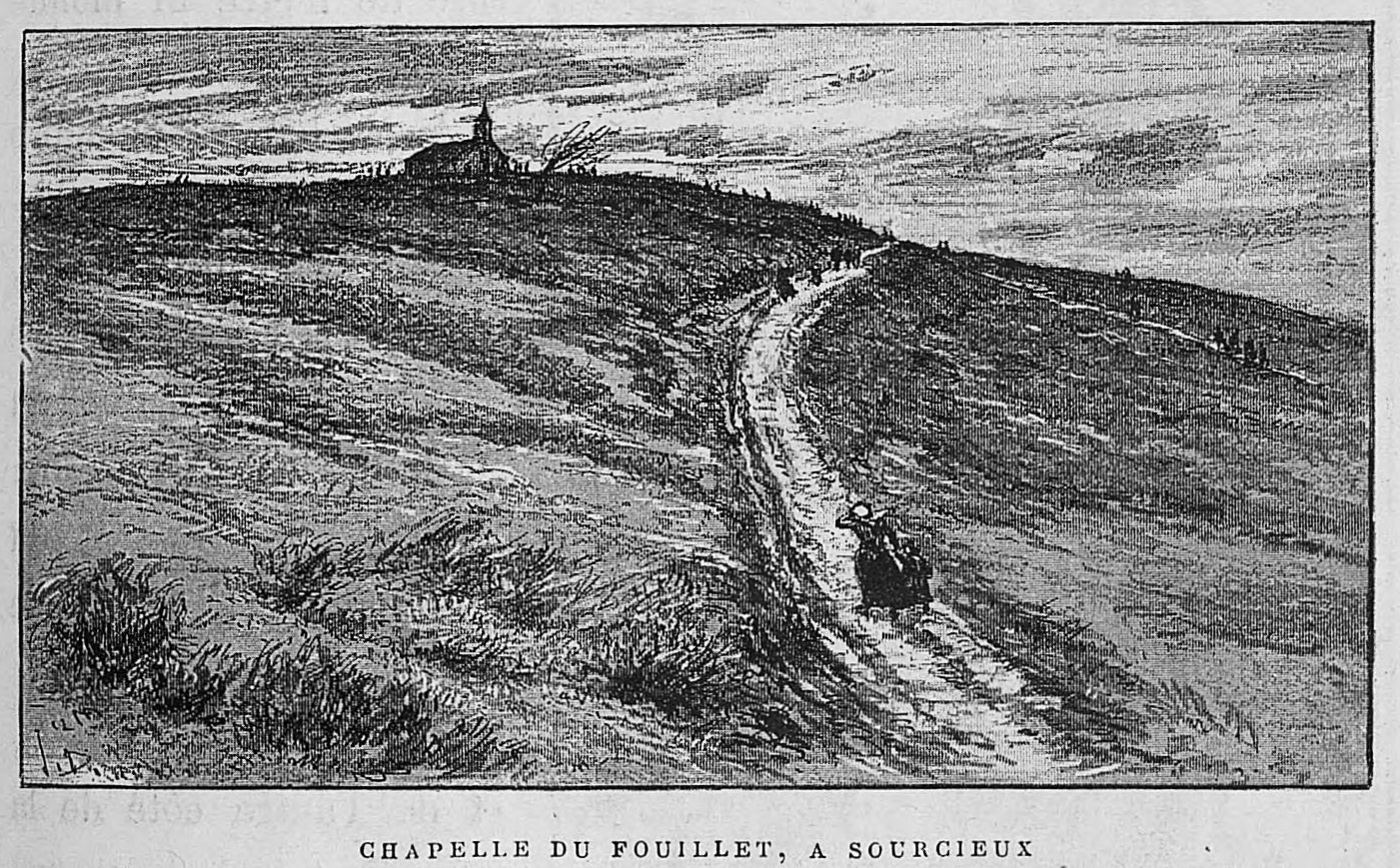
Chapelle du Fouillet illustrée par Joannès Drevet (1854–1940).
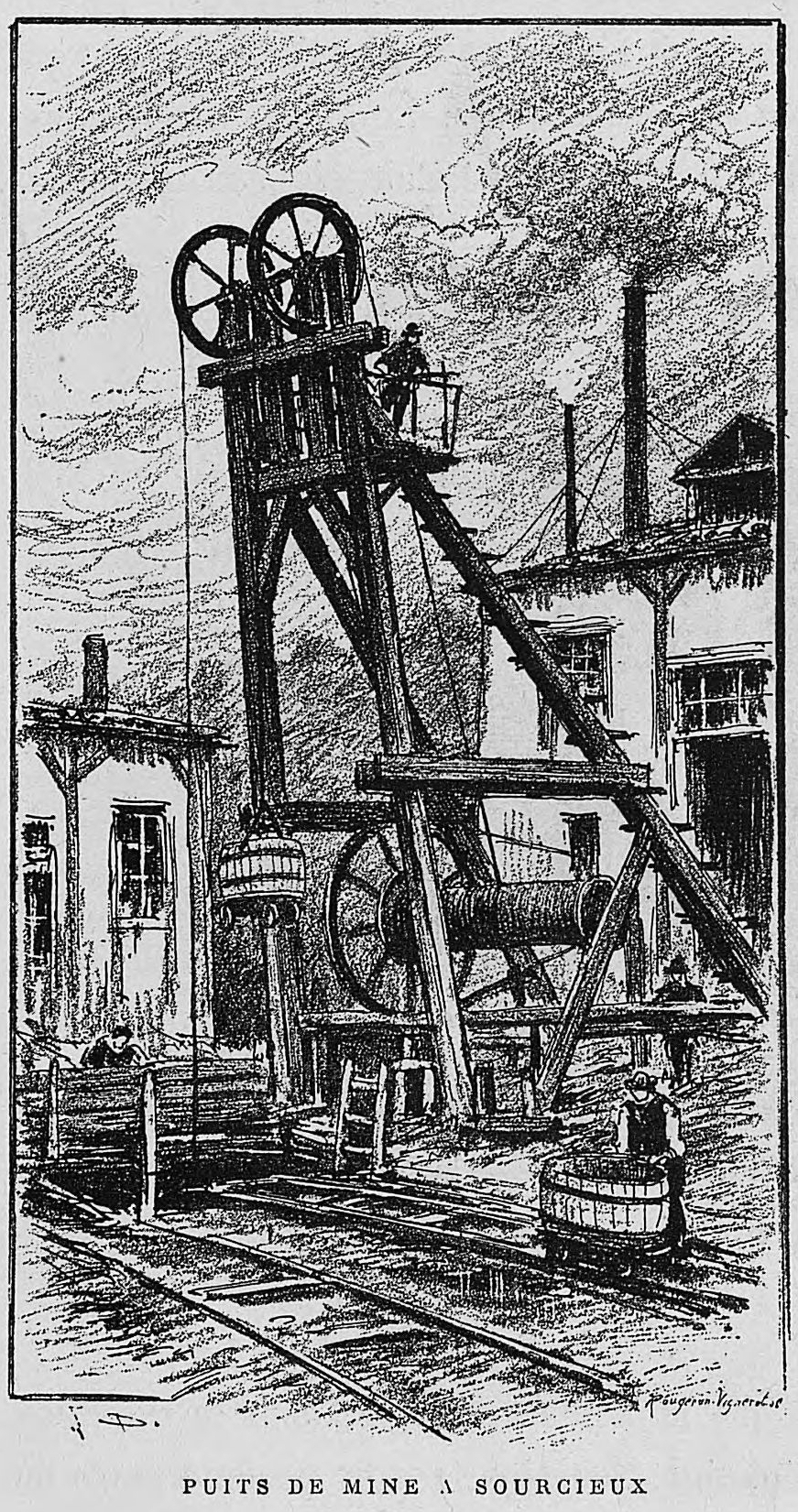
Puits de mine, illustrés par J. Drevet.
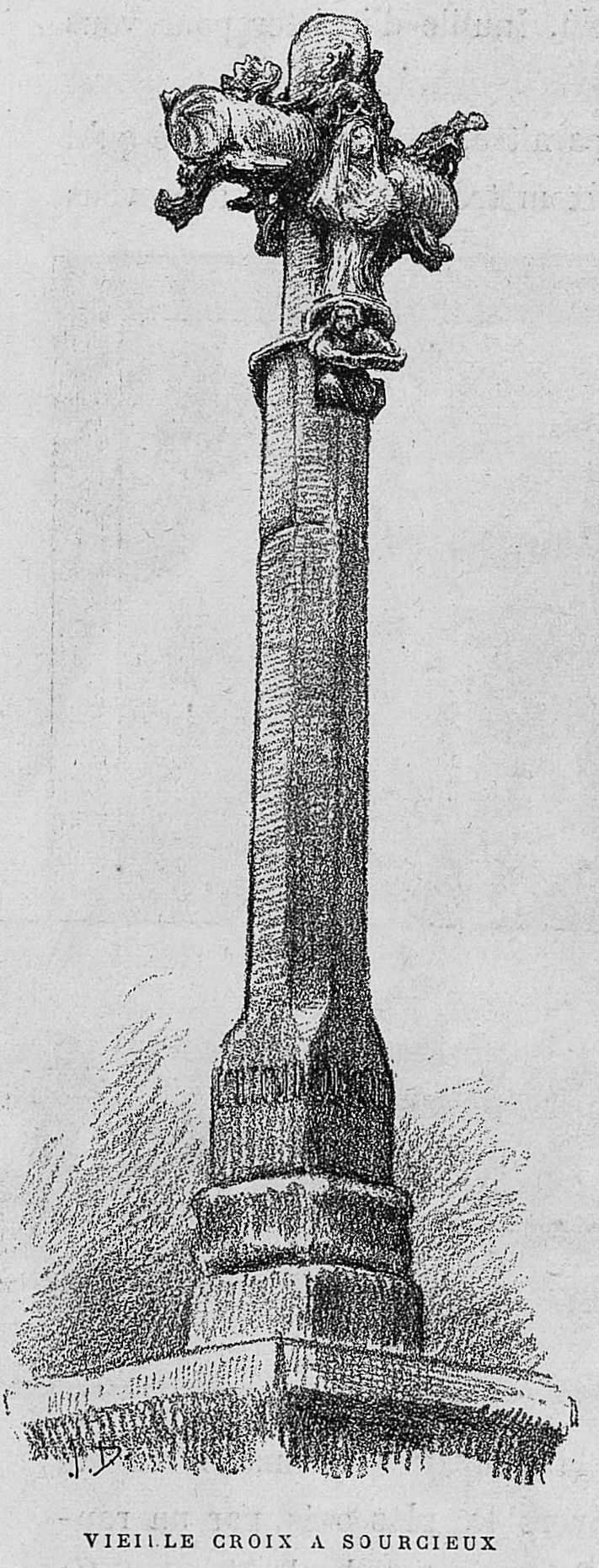
Vieille croix, illustrée par J. Drevet.

### Personnalités liées à la commune
- Julie Jeanne Bouillane (1909-1979), résistante française, y est née.
- René Domingo (1928-2013), footballeur français titulaire d'une sélection en équipe de France A en 1957 y est né.

### Héraldique
| Armes de Sourcieux-les-Mines (Rhône) | Les armes de Sourcieux-les-Mines se blasonnent ainsi : Parti : au premier coupé au I d'azur au portail de chapelle d'or, sommé d'un clocher du même, ouvert, ajouré et maçonné de sable, et au II d'or à la masse et au pic de mineur de sable passés en sautoir, au second de gueules au lion d'argent. |